# Los Andes
För andra betydelser, se Los Andes (olika betydelser).
Los Andes är en stad i centrala Chile, och tillhör regionen Valparaíso. Den är huvudort för en provins med samma namn, och folkmängden uppgår till cirka 60 000 invånare. Den grundades som Santa Rosa de Los Andes den 31 maj 1791.